# 桃ヶ池町
桃ヶ池町（ももがいけちょう）は、大阪府大阪市阿倍野区にある町名。現行行政地名は桃ヶ池町一丁目および桃ヶ池町二丁目。

## 地理
阿倍野区の東部に位置し、南に長池町、北に文の里、西に昭和町、東に東住吉区山坂と接している。

## 歴史

### 地名の由来
町域に所在する股ヶ池に由来する。「股」の字を「桃」に変えて名付けられた。

### 沿革
1944年（昭和19年）、大阪市阿倍野区山坂西ノ町1 - 2丁目より、桃ヶ池町1 - 2丁目成立。

## 世帯数と人口
2024年（令和6年）9月30日現在の世帯数と人口は以下の通りである。
| 丁目           | 世帯数    | 人口    |
| -------------- | --------- | ------- |
| 桃ヶ池町一丁目 | 507世帯   | 987人   |
| 桃ヶ池町二丁目 | 496世帯   | 886人   |
| 計             | 1,003世帯 | 1,873人 |

### 人口の変遷
国勢調査による人口の推移。
| 1995年（平成7年）  | 2,071人 | [ 7 ]  |  |
| 2000年（平成12年） | 2,067人 | [ 8 ]  |  |
| 2005年（平成17年） | 1,896人 | [ 9 ]  |  |
| 2010年（平成22年） | 1,791人 | [ 10 ] |  |
| 2015年（平成27年） | 1,771人 | [ 11 ] |  |
| 2020年（令和2年）  | 1,802人 | [ 12 ] |  |

### 世帯数の変遷
国勢調査による世帯数の推移。
| 1995年（平成7年）  | 882世帯 | [ 7 ]  |  |
| 2000年（平成12年） | 973世帯 | [ 8 ]  |  |
| 2005年（平成17年） | 922世帯 | [ 9 ]  |  |
| 2010年（平成22年） | 873世帯 | [ 10 ] |  |
| 2015年（平成27年） | 840世帯 | [ 11 ] |  |
| 2020年（令和2年）  | 918世帯 | [ 12 ] |  |

## 学区
市立小・中学校に通う場合、学区は以下の通りとなる。なお、小学校・中学校入学時に学校選択制度を導入しており、通学区域以外に阿倍野区の小学校（自宅から概ね2km以内）・中学校から選択することも可能。
| 丁目           | 番                      | 小学校             | 中学校               |
| -------------- | ----------------------- | ------------------ | -------------------- |
| 桃ヶ池町一丁目 | 2番                     | 大阪市立苗代小学校 | 大阪市立阿倍野中学校 |
| 桃ヶ池町一丁目 | 3〜7番 9番13号以降 10番 | 大阪市立苗代小学校 | 大阪市立昭和中学校   |
| 桃ヶ池町一丁目 | 9番1〜12号 11〜14番     | 大阪市立長池小学校 | 大阪市立昭和中学校   |
| 桃ヶ池町二丁目 | 全域                    | 大阪市立長池小学校 | 大阪市立昭和中学校   |

## 事業所
2021年（令和3年）現在の経済センサス調査による事業所数と従業員数は以下の通りである。
| 丁目           | 事業所数 | 従業員数 |
| -------------- | -------- | -------- |
| 桃ケ池町１丁目 | 21事業所 | 255人    |
| 桃ケ池町２丁目 | 30事業所 | 186人    |
| 計             | 51事業所 | 441人    |

## 交通
- 松虫通

## 施設
- 大阪市立昭和中学校
- 桃ヶ池公園

## その他

### 日本郵便
- 〒545-0012[3]（集配局：阿倍野郵便局[16]）